# Фролов, Александр Андреевич

А.А. Фролов

Александр Андреевич Фролов (1899—1968) — советский военно-морской деятель, инженерный работник, начальник аварийно-спасательного управления ВМФ СССР, инженер-вице-адмирал (1944).

## Биография
Русский, в РККФ с 1922, член ВКП(б) с 1940. Окончил Воронежский университет,

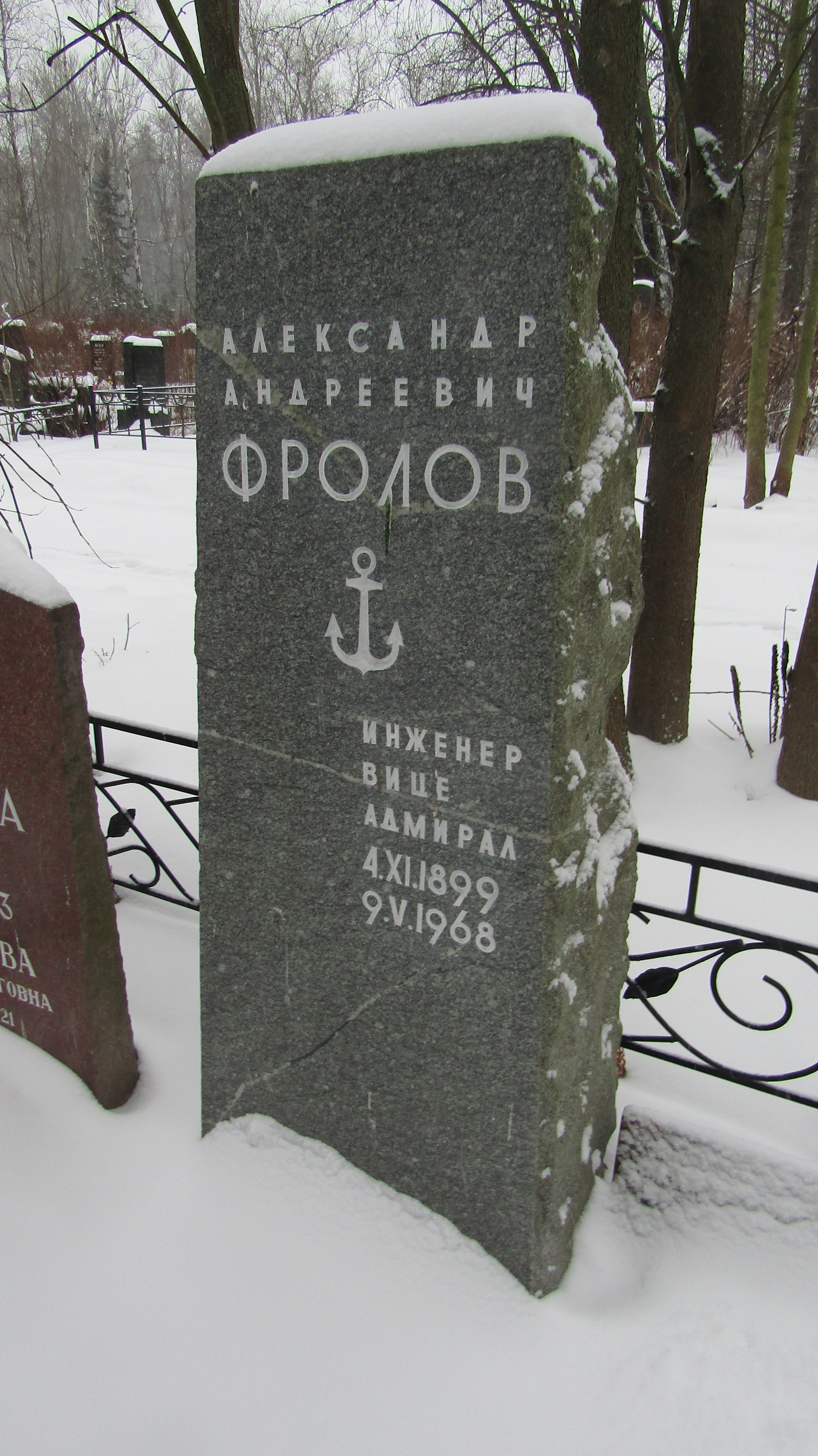
Могила Фролова А.А. Серафимовское кладбище, Санкт-Петербург.

Кораблестроительный факультет Ленинградского политехнического института (1922), Военно-морское инженерное училище (1926), кораблестроительное отделение факультета военного кораблестроения Военно-морской академии (1931). В 1926 младший приёмщик на Николаевском судостроительном заводе. В 1939 году — начальник Научно-технического комитета (НТК) РКВМФ. В годы Великой Отечественной войны являлся начальником аварийно-спасательного управления ВМФ СССР. Похоронен на Серафимовском кладбище.

### Звания
- Инженер-флагман 3-го ранга (11 июля 1939);[2][3]
- Инженер-контр-адмирал (4 июня 1940);[4]
- Инженер-вице-адмирал (5 ноября 1944)[4].

### Награды
- Орден Ленина — 2 награждения;
- Орден Красного Знамени — 3 награждения;
- Орден Красной Звезды;
- Орден Нахимова 1-й степени;
- Медаль «За победу над Германией в Великой Отечественной войне 1941—1945 гг.» (1945);
- Другие медали.

## Публикации
- Фролов А. А. Когда на море шторм. Заметки об аварийно-спасательной службе. Советский флот, 1967.